# Robert Ballard
Robert "Bob" Duane Ballard (30 de junio de 1942) es un famoso oceanógrafo, más conocido por su trabajo en arqueología submarina. Sus descubrimientos más famosos fueron los restos del RMS Titanic en 1985, del acorazado Bismarck en 1989 y del portaaviones USS Yorktown en 1998. En 2003 recibió la Medalla Nacional de Humanidades.

## RMS Titanic

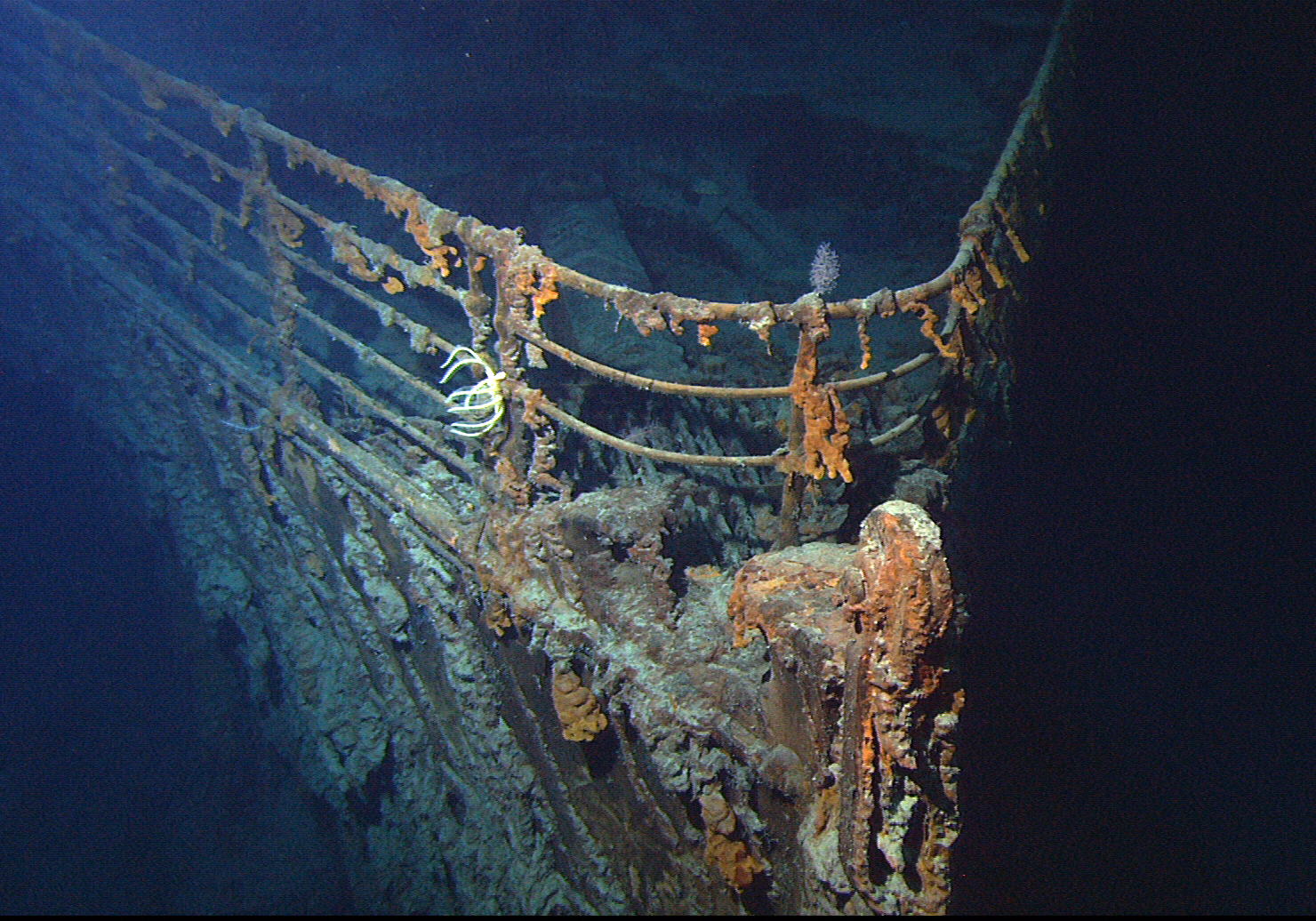
Los restos del Titanic fotografiados en 2004.

En el verano de 1985, Ballard estaba a bordo del barco de investigación francés Le Suroit que estaba usando el revolucionariamente nuevo sonar de barrido lateral para encontrar los restos del Titanic. Cuando el barco francés se retiró, Ballard fue transferido a un barco de la Institución Oceanográfica de Woods Hole: el Knorr. Menos conocido es que este viaje era financiado por la marina estadounidense y tenía por misión el reconocimiento secreto del naufragio del USS Scorpion, un submarino nuclear que se había hundido en las proximidades. Después, Ballard tuvo vía libre para buscar el Titanic.
El Knorr llegó al lugar el 22 de agosto de 1985 y desplegó el Argos. El Argos era un sumergible no tripulado que podía ser usado en aguas profundas. El plan de Ballard era recorrer el fondo del océano con el Argos, no buscando un barco, sino escombros. Muchos expertos sobre el Titanic habían afirmado durante mucho tiempo que mientras el barco se hundía, habrían llovido escombros sobre el fondo del océano. El equipo de Ballard se fue turnando en la monitorización de las imágenes de vídeo desde el Argos, mientras iniciaba su búsqueda en el monótono fondo oceánico dos millas abajo.
En las primeras horas de la mañana del 1 de septiembre de 1985, los observadores apreciaron cambios en el habitualmente homogéneo fondo oceánico. Al principio parecían pequeños cráteres de impacto. Posteriormente fueron avistados escombros y se despertó al resto del equipo. Finalmente, una caldera fue descubierta y poco después el propio casco.
El equipo de Ballard hizo un rastreo general del exterior de la nave y observó su estado, confirmando que el transatlántico se había partido en efecto en dos y que la popa estaba en peores condiciones que el resto del barco. El equipo no tuvo mucho tiempo para explorar, puesto que otros estaban esperando para usar el Knorr en otras misiones científicas, pero su fama estaba ya asegurada. Ballard también había planeado mantener la localización exacta como un secreto para evitar que cualquiera pudiera reclamar objetos. Ballard consideraba el lugar como un cementerio, y se negó a profanarlo quitando objetos del naufragio.
El 12 de julio de 1986, Ballard y su equipo regresaron para hacer el primer estudio detallado del pecio. Esta vez, Ballard se trajo al Alvin, un sumergible de aguas profundas que podía albergar una pequeña tripulación. Alvin fue acompañado por el Jason Junior, un pequeño vehículo de control remoto que podía pasar a través de pequeñas aberturas e investigar el interior del barco. Aunque la primera inmersión (tardó dos horas en llegar abajo) tuvo problemas técnicos, las siguientes inmersiones fueron muchos más exitosas y produjeron un detallado historial fotográfico de las condiciones del naufragio.
Ballard y su equipo han visitado también los lugares de muchos hundimientos de la Segunda Guerra Mundial en el Pacífico. Su libro "Barcos perdidos de Guadalcanal" localiza y fotografía muchas de las naves hundidas en el estrecho entre la isla de Guadalcanal y las Floridas en las Islas Salomón.

## Otros descubrimientos y exploraciones

### Chimeneas geotermales
En 1975 y 1976, a bordo del catamarán de apoyo Lulu exploró la dorsal mesoatlántica, en aguas de las islas Caimán. En pequeños submarinos como el Alvin, descubrió y estudió chimeneas geotermales en las profundidades de las Galápagos (1979). Estas chimeneas emiten chorros de agua con temperaturas superiores a los 350 grados centígrados, ricas en sulfuro de hidrógeno y bacterias, que atraen a gran cantidad de organismos larvarios. 

### Acorazado Bismarck
En 1989, Ballard realizó una tarea de enormes proporciones cuando él y su equipo fueron en busca de los restos del acorazado Bismarck, hundido en aguas con 4000 pies más de profundidad que en donde había naufragado el Titanic. Ballard trató de esclarecer si el acorazado alemán había sido hundido por los británicos o, por el contrario, había sido echado a pique por su propia tripulación. Lo encontraron a más de 4.790 m de profundidad. El pecio está en posición normal, sobre la ladera de una montaña abisal llamada Porcoupine. Está prácticamente de una sola pieza, con su línea de flotación hundida en el limo. No están, sin embargo, las torres artilleras principales de 380 mm, que se desencajaron de la nave cuando ésta zozobró para hundirse. El puente de mando está separado de la nave y en posición invertida sobre la cofa.
Tres semanas después de la expedición, la tragedia personal sobrevino al famoso explorador cuando su hijo de 21 años de edad, Todd, quien había ayudado a su padre en la búsqueda, murió en un accidente automovilístico.

### Batalla de Guadalcanal
El Dr. Ballard y su equipo han visitado también los lugares de muchos naufragios de la Segunda Guerra Mundial en el Pacífico. Su libro Lost Ships of Guadalcanal muestra fotografías, ilustraciones y muchos de los buques hundidos en Iron Bottom Sound, el más notable es el acorazado Kirishima al norte de la Isla Savo, el estrecho entre la isla de Guadalcanal y las Floridas en las Islas Salomón.

### Torpedera de JFK
En 2002, la National Geographic Society, por medio del Dr. Ballard, envió un buque con vehículos a control remoto a las Islas Salomón. Se logró encontrar un tubo de torpedo de la pequeña lancha torpedera PT-109 de John F. Kennedy, que naufragó el 2 de agosto de 1943 al ser arrollada literalmente por el destructor japonés Amagiri cerca de la isla de Ghizo. La visita también ha sacado a la luz la identidad de los isleños Biuku Gasa y Eroni Kumana, que habían recibido poco reconocimiento en la búsqueda de los náufragos. Se produjeron un especial de televisión y un libro.

## Institute for Exploration
En la década de 1990 Ballard fundó el Institute for Exploration, que está especializado en la arqueología y geología de aguas profundas. El instituto, unió fuerzas en 1999 con el Mystic Aquarium situado en Mystic, Connecticut. Son parte de la Non-profit Sea Research Foundation, Inc.

## Otros trabajos

### Televisión

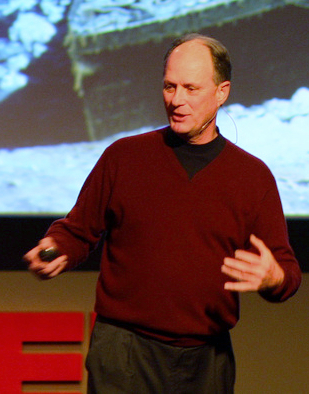
Ballard dando una presentación en 2008 sobre la importancia de explorar los océanos en TED.

Ballard ha participado en numerosos programas educativos en la PBS, National Geographic, la BBC, NHK (Japón), ZDF (Alemania), y en las principales cadenas de los Estados Unidos. Durante la primera temporada de seaQuest DSV (1993-1994) dio cortas presentaciones de hechos marinos durante los créditos.

### Trabajos
En 2004, el Dr. Ballard fue nombrado profesor de oceanografía en la Graduate School of Oceanography de la Universidad de Rhode Island. Además ha trabajado como Científico Principal del Departamento de Física Aplicada e Ingeniería de la Institución Oceanográfica de Woods Hole, Massachusetts, y ha sido presidente del Instituto de Exploración del acuario de Mystic en Connecticut.
Ballard también es el visionario fundador del Proyecto JASON, un curso científico de Internet usado por maestros de primaria en todos los Estados Unidos. El Proyecto JASON incluye un programa especializado para niños educados en sus hogares, y ofrece un programa para jóvenes, denominados "Argonautas," que quieren participar en sus expediciones.